# Кметовце
Кметовце (на сръбски: Кметовце; на албански: Kmetoci) е село в Косово, разположено в община Гниляне, окръг Гниляне. Населението му според преброяването през 2011 г. е 691 души, от тях: 606 (87,69 %) албанци, 84 (12,15 %) сърби и 1 (0,14 %) друга етническа група.

## Население
Численост на населението според преброяванията през годините:
- 1948 – 525 души
- 1953 – 637 души
- 1961 – 770 души
- 1971 – 919 души
- 1981 – 982 души
- 1991 – 1 030 души
- 2011 – 691 души